# Région métropolitaine Nord/Nord-Est de Santa Catarina

Localisation de la région métropolitaine Nord/Nord-Est de Santa Catarina

La région métropolitaine Nord/Nord-Est de Santa Catarina (Região Metropolitana do Norte/Nordeste Catarinense en portugais) fut créée en 1998 par la loi n°162 de l'État de Santa Catarina, dissoute en 2007 par la loi n°381 de l'État de Santa Catarina et recréée à l'identique en 2010 par la loi n°495.
Elle a pour siège la ville de Joinville. Elle regroupe une municípios formant une conurbation avec Joinville. Dix-huit autres municipalités forment l'"aire d'expansion" de la Région Métropolitaine. Au total, 20 municipalités sont liées dans cette entité territoriale.
La population de la région métropolitaine, en incluant l'aire d'expansion, est de plus de 1 million d'habitants, ce qui en fait la principale région métropolitaine de Santa Catarina, avec la plus grande concentration industrielle de l'État. La région fut peuplée par des Allemands, des Norvégiens, des Italiens, des Suisses, des Portugais et des Polonais. Elle possède une bonne qualité de vie, comme en témoignent les IDH de plusieurs villes, parmi les plus hauts du pays.
La région métropolitaine s'étend sur 898 km² (10 195 km² en comptant l'aire d'expansion) pour une population totale de près de 520 000 habitants en 2006 (plus de 1 045 000 habitants en comptant l'aire d'expansion).

## Liste des municipalités
| Région métropolitaine | Région métropolitaine | Région métropolitaine |
| Ville                 | Population (hab.)     | Superficie (km²)      |
| --------------------- | --------------------- | --------------------- |
| Joinville             | 496 051               | 496                   |
| Araquari              | 21 974                | 402                   |
| Total                 | 518 025               | 898                   |

| Aire d'expansion       | Aire d'expansion  | Aire d'expansion |
| Ville                  | Population (hab.) | Superficie (km²) |
| ---------------------- | ----------------- | ---------------- |
| Jaraguá do Sul         | 131 786           | 533              |
| São Bento do Sul       | 76 604            | 496              |
| Mafra                  | 52 082            | 1 404            |
| Rio Negrinho           | 44 542            | 908              |
| São Francisco do Sul   | 38 699            | 493              |
| Guaramirim             | 30 481            | 268              |
| Itaiópolis             | 20 181            | 1 295            |
| Barra Velha            | 19 225            | 140              |
| Papanduva              | 17 258            | 760              |
| Massaranduba           | 13 592            | 373              |
| Garuva                 | 13 305            | 501              |
| Corupá                 | 12 925            | 405              |
| Campo Alegre           | 12 787            | 496              |
| Itapoá                 | 12 410            | 257              |
| Schroeder              | 11 779            | 144              |
| Monte Castelo          | 8 165             | 562              |
| Balneário Barra do Sul | 7 934             | 110              |
| São João do Itaperiú   | 3 502             | 152              |